# Baryglossa bequaerti
Baryglossa bequaerti är en tvåvingeart som beskrevs av Mario Bezzi 1924. Baryglossa bequaerti ingår i släktet Baryglossa och familjen borrflugor.
Artens utbredningsområde är Kongo. Inga underarter finns listade.